# Dreaming of Me
Singles de Depeche Mode
New Life
(1981)
Dreaming of Me est le tout premier single de Depeche Mode enregistré aux studios Blackwing, sorti le 20 février 1981 au Royaume-Uni.  Le single n'a été commercialisé ni aux États-Unis ni en France.
Deux remixes de la chanson ont été publiés, l'un avec un effet d'atténuation, et l'autre ayant une propre fin. La version normale a été publiée sur le vinyle 7 pouces et sur la version rééditée en CD en 1988 de Speak and Spell en Europe ; alors que la version américaine de Speak and Spell (et toutes les compilations comprenant cette chanson) contient la version atténuée. La version remastérisée de Speak and Spell en 2006 comprend également cette version longue, pour toutes les régions.
La face-B, Ice Machine, est aussi en versions atténuée et longue. Une version live de Ice Machine (enregistré pendant la tournée Some Great Reward) est disponible sur le vinyle 12 pouces du single Blasphemous Rumours / Somebody sorti en 1984.
Ce tout premier single de DM connaît un petit succès, se classant à la 57e place du hit parade britannique ; cependant, et malgré ce début encourageant, ce classement modeste a pour conséquence le fait que Dreaming of Me n'apparaît finalement pas à l'origine sur Speak and Spell (mais est présent plus tard sur la version ressortie en CD au Royaume-Uni en tant que chanson bonus). 
Par contre, aux États-Unis et en Allemagne, Dreaming of Me figurait bien sur l'album, remplaçant le titre I Sometimes Wish I Was Dead, absent donc des premières éditions américaines et allemandes du disque, en 1981. 
Sur la version remastérisée en 2006 de Speak and Spell, la chanson est placée à la fin de l'album, juste après la liste de chansons originelle lors de la toute première sortie de l'album.

## Liste des chansons
Toutes les chansons sont écrites par Vince Clarke.
Vinyle 7"Mute / 7 Mute13 (UK)
1. Dreaming of Me – 4:03
2. Ice Machine – 4:06

CDMute / CD Mute131
1. Dreaming of Me – 3:46
2. Ice Machine – 3:54

Notes
- 1:CD sorti en 1991.

## Classements
| Pays                           | Meilleure position |
| ------------------------------ | ------------------ |
| Royaume-Uni (UK Singles Chart) | 57                 |